# 托尔多马尔
托尔多马尔，是西班牙卡斯蒂利亚-莱昂布尔戈斯省的一个市镇。总面积30平方公里，总人口399人（2001年），人口密度13人/平方公里。